# Asociación Atlética Luján de Cuyo
Maillots
L'Asociación Atlética Luján de Cuyo est un ancien club argentin de football fondé en 2000 et disparu 2010, et basé dans la ville de Mendoza.